# Singletrail

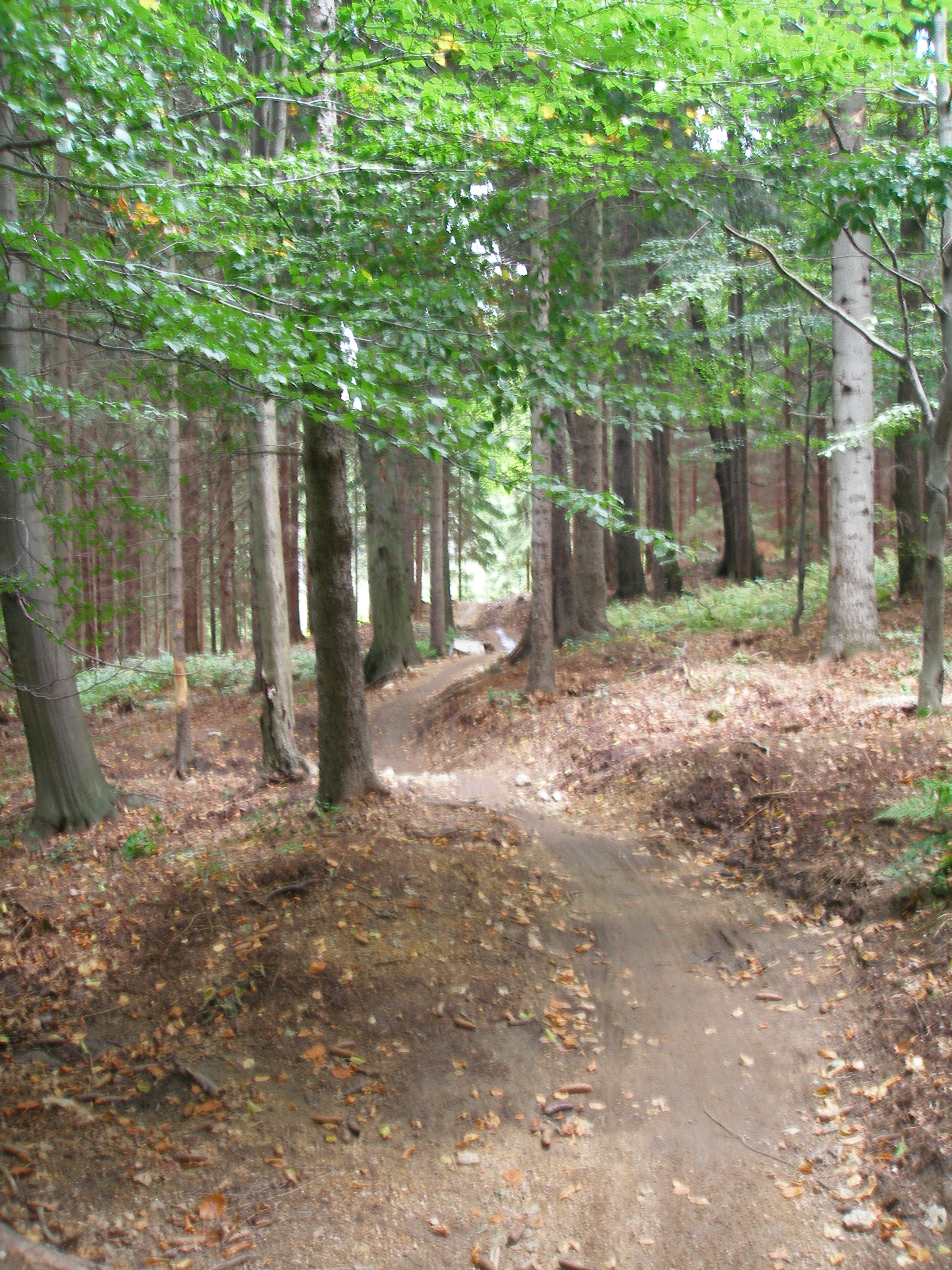
Singltrek pod Smrkem

Singletrail nebo singletrack jsou názvy označující typ přírodní nebo přírodě blízké sportovní trasy, určené pro horské kolo a šířkou odpovídající šířce jednoho kola (odtud anglický název single, jednoduchý a trail či track, stezka). Objevuje se také název singltrek, který je v ČR předmětem ochranné známky.
Idea single treku je budování a úprava stezek pro sportovní účely. Tak aby při budování, užití a údržbě docházelo k co nejmenšímu poškozování prostředí. Využívají co nejvíce prvků, které krajina poskytuje, k zajištění ekologické udržitelnosti a bezpečnosti uživatelů.
Technický charakter trasy je podmíněn prostředím, do kterého je trasa zasazena. Od vyhlazených upravených a jen lehce zvlněných tras. Sjízdných i pro děti či začátečníky v lesích mírného pásu. Po obtížné trasy obsahující přírodní či umělé překážky, nebo terénní prvky vyžadují pokročilé schopnosti jezdců MTB freeride, nebo MTB downhill. Úzký profil trasy je podmíněn co nejmenšímu zásahu do prostředí a bezpečností. Potkávání jezdců i na širší trase v jednom či druhém směru snižuje bezpečnost. Z hlediska bezpečnosti se tak klade důraz na plynulost projetí trasy. Proto jsou tak využívány různé terénní vlny, protisvahy nebo různé zatáčky, které mají zpomalovací a zklidňující význam.

## Trasy singltreku
Trasy single treku jsou navrženy tak, aby se co nejvíce přiblížily konkrétním místům v dané krajině. Tím je každý singltrek jedinečný. Navíc je navržen tak, aby odolával jak přírodním vlivům, tak intenzivní zátěži uživatelů. 
Single treky najdeme v každém podnebném pásmu a typu krajiny. Od vysokohorských oblastí na hranici pásmem lesa, po pouštní oblasti, od severských oblastí Kanady a Aljašky po pouštní oblasti.
Daleko od měst  i jako součást volno časových areálů ve městech  Jsou jak součástí sportovních center, tak osamocené uprostřed krajiny.

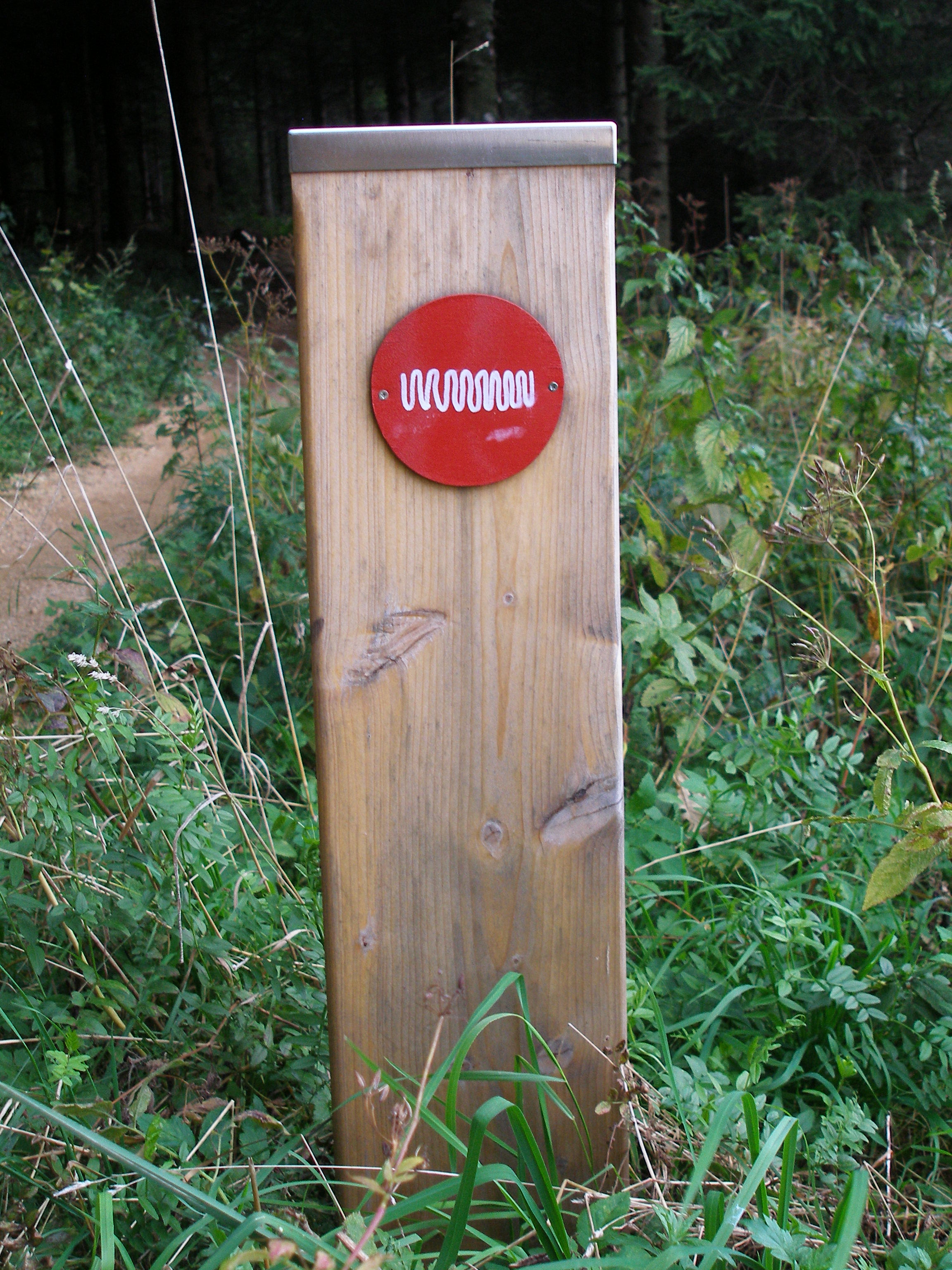
Na jízdu v protisměru je cyklista takto upozorněn

## Děti na singltreku
Jízdu po singltreku zvládnou i děti na svých kolech. Je ovšem důležitá jejich zkušenost s jízdou v terénu. Děti by ale po singltreku neměly jezdit bez dozoru dospělých. Navíc vzhledem k úzkému profilu stezek není vhodné vyrážet na singltrek s dětským vozíkem za kolo. A ani vožení dětí v cyklosedačce nebo na závěsné tyči nemusí být s ohledem na výraznou členitost singltreku i úzký profil tratí vhodnou volbou. Navíc se při jízdě mezi stromy zvyšuje riziko pádu dětí z kola.

## Pravidla jízdy po singltreku
Na singltreku platí při jízdě několik pravidel:
- Cyklista se po stezkách pohybuje na vlastní nebezpečí.
- Po stezkách se jezdí pouze vyznačeným směrem.
- Pokud se jezdec chystá pomalejšího cyklistu předjíždět, oznámí mu to signálem „STOPA“.
- Pomalejší cyklista umožní své předjetí po požádání rychlejším jezdcem signálem „STOPA“ tak, že uhne na horní stranu singltrekové stezky.
- Cyklisté zastavují tak, aby ostatním jezdcům nepřekáželi.
- Jezdec má být ohleduplný ke svému okolí a měl by dodržovat Kodex terénního cyklisty.

## Kodex terénního cyklisty
Česká mountainbiková asociace sestavila pravidla pro jezdce po singltreku:
- Jezdit se smí jen po povolených cestách. Pokud je cesta označena jako zakázaná, cyklista by ji neměl využít.
- Je důležité přizpůsobit styl jízdy povrchu dané cesty tak, aby nedocházelo k jejímu poškozování (například jízdou smykem). Stejně tak je důležité jezdit jen po stávajících cestách a nevytvářet cesty nové. Cyklisté by po sobě ani neměli zanechávat odpadky.
- Cyklista musí jezdit takovým způsobem a rychlostí, aby dokázal zastavit kolo na vzdálenost, na kterou vidí. Podstatná je také předvídavost při jízdě a nepřeceňování své technické či fyzické zdatnosti. Při jízdě má mít cyklista nasazenu přilbu. Důležité je i zvažovat možné změny počasí.
- Při předjíždění či míjení je důležité upozornit ostatní, že budou předjížděni. Při vlastním míjení je třeba dostatečně zpomalit a pokud je to nutné, pak i třeba zastavit. V případě míjení koní je nutné respektovat pokynů jeho jezdce.
- Jezdec má být ohleduplný ke zvířatům, rostlinám i majetku. Zvířata nesmí plašit a musí jim dát dostatek prostoru k jejich případnému úniku. Nesmí ani ničit rostliny, poškozovat přírodní útvary či soukromý majetek. Pokud projíždí bránou ohrady, kterou si musel otevřít, má ji za sebou opět zavřít. Zapovídá se i poškozování zemědělské kultury, zvláště pokud je právě doba před její sklizní.